# Djurskydd

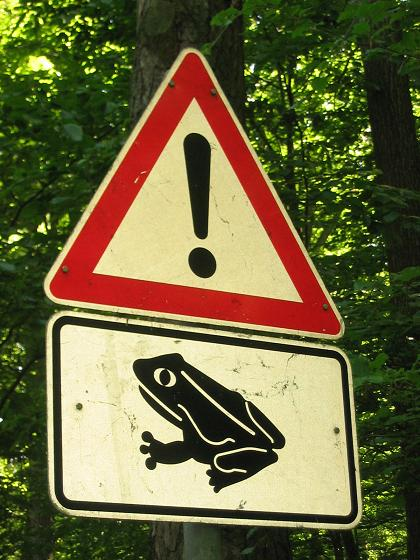
Vägskylt som varnar för passerande grodor i ett försök att skydda dessa djur från att bli överkörda.

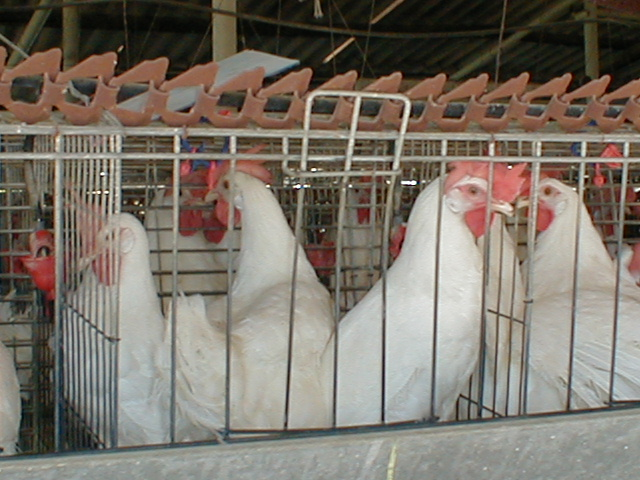
Burhöns omfattas i många länder av djurskyddslagar.

Djurskydd definierades officiellt i en skrivelse från SLU till Jordbruksdepartementet ( SLU Dnr 15.2-3083788, Jordbruksdepartementets beteckning 964/88) som "etik, juridik och veterinärmedicin" och skall inte förväxlas med djurvälfärd, engelska "animal welfare", som är ett snävare begrepp. Djurskydd finns endast i länder med lagar som styr människans förhållande till djuren. 
Djurskydd omfattar tamdjur samt i vissa fall vilda djur. 
Det moderna västerländska djurskyddet grundlades i Storbritannien under 1800-talet vilket ledde till de första djurskyddslagarna men även de första djurskyddsföreningarna.
Djurskydd ska inte förväxlas med djurrätt som är ett filosofiskt och politiskt ställningstagande om djurs rättigheter i samhället.

## Historik
Ett föregångsland vad gäller djurskydd var England där djurskyddsfrågan på allvar började diskuteras i början av 1800-talet. Detta resulterade i att världens första djurskyddslag antogs 1822 och att den första djurskyddsföreningen kom att bildas i London 1824. Influerade av detta grundades ett flertal liknande organisationer runt om Europa och flera europeiska länder antog lagar emot djurplågeri.
Före 1857 reglerades människans förhållande till djur i Sverige via lag om att man inte fick ”väcka anstöt” genom att plåga andras djur. Efter 1857 fick man heller inte plåga sina egna djur, dvs. man jämställde djurplågeri med förargelseväckande beteende. Från 1900 kunde fängelse max 6 månader utdömas för ”synnerligen försvårande omständigheter”.
Lagen omformades 1921 så att djurens perspektiv beaktades och ”misshandel, överansträngning, vanvård eller annorledes” kunde leda till bestraffning. Polisen fick nu rätt att omhänderta vanskötta och plågade djur.
Den första djurskyddslagen i Sverige, lag (1944:219) om djurskydd, trädde i kraft den 1 januari 1945. År 1972 utvidgades straffansvaret till att innefatta ”grov oaktsamhet” och för första gången blev det brottsligt att ej följa djurskyddslagen (1944) och dess följdförfattningar. 2 juni 1988 instiftade Sveriges riksdag en djurskyddslag (1988:534) med tillhörande förordning. Den kallades i folkmun för "Lex Lindgren" eftersom den överlämnades av dåvarande statsminister Ingvar Carlsson till Astrid Lindgren på hennes 80-årsdag, som ett tack för hennes engagemang för husdjurens välfärd. 

## Djurskydd i Sverige

### Djurskyddslagen
I Sverige antogs den nya djurskyddslagen den 1 april 2019, Djurskyddslag (2018:1192) som utfärdades 2018-02-20 och som avser vård och behandling av husdjur och försöksdjur. Den avser också andra djur om de hålls i fångenskap. Lagen är en ramlag, fastställd av Sveriges riksdag. Lagen innefattar djurskyddsförordningen som utformas av Regeringen samt Jordbruksverkets föreskrifter och allmänna råd. En grundläggande paragraf i lagen är att djur ska behandlas väl och skyddas mot onödigt lidande och sjukdom. En annan att djuren ska ges möjlighet att bete sig naturligt. Lagen har även bestämmelser för behandlingen av djur som förs till slakt och när de slaktas. 

### Djurskyddsförordningen
Djurskyddsförordning (2019:66) antogs av regeringen 2019-02-21, och ersatte den tidigare Djurskyddsförordningen (1988:539) . Förordningen innehåller kompletterande bestämmelser till djurskyddslagen (1988:534). I förordningen preciseras hur djur inom jordbruk, djurförsök, pälsdjursuppfödning, tävlingsdjur och sällskapsdjur ska hållas.

### Myndighetsansvar
Jordbruksverket är Sveriges centrala myndighet för djurskyddsfrågor. Detta innebär att Jordbruksverket har det övergripande ansvaret för att upprätthålla och utveckla djurskyddet i hela landet. Tidigare var Djurskyddsmyndigheten ansvarig för djurskyddet i Sverige. 
Jordbruksverket har en egen författningssamling (SJVFS). Författningssamlingen omfattar de föreskrifter och allmänna råd som föreskrivs av Jordbruksverket med stöd av djurskyddsförordningen och epizootiförordningen. I föreskrifterna får Jordbruksverket bl.a. meddela kompletteringar till EG-bestämmelserna samt bestämmelser för mått, utfodring, vattning, villkor och undantag för fixeringsanordningar och slakt m.m. Jordbruksverket vägleder länsstyrelserna i deras arbete med djurskyddskontrollerna.
Länsstyrelserna har sedan 2009 haft det operativa ansvaret för djurskyddskontrollerna. Syftet med kontrollerna är att kontrollera att de som äger, sköter och har hand om djur följer djurskyddslagstiftningen. Det är också länsstyrelserna som får in ansökningar och godkänner tillstånd. Länsstyrelserna utför både rutinkontroller (normalkontroll) och kontroll vid anmälan om missförhållanden. Tidigare hade kommunerna ansvaret för djurskyddsarbetet.

### Djurskyddsorganisationer
Större svenska ideella organisationer som arbetar för ökat djurskydd är Svenska Djurskyddsföreningen, Förbundet Djurens Rätt samt Djurskyddet Sverige och dessas lokala underorganisationer.

### Historia

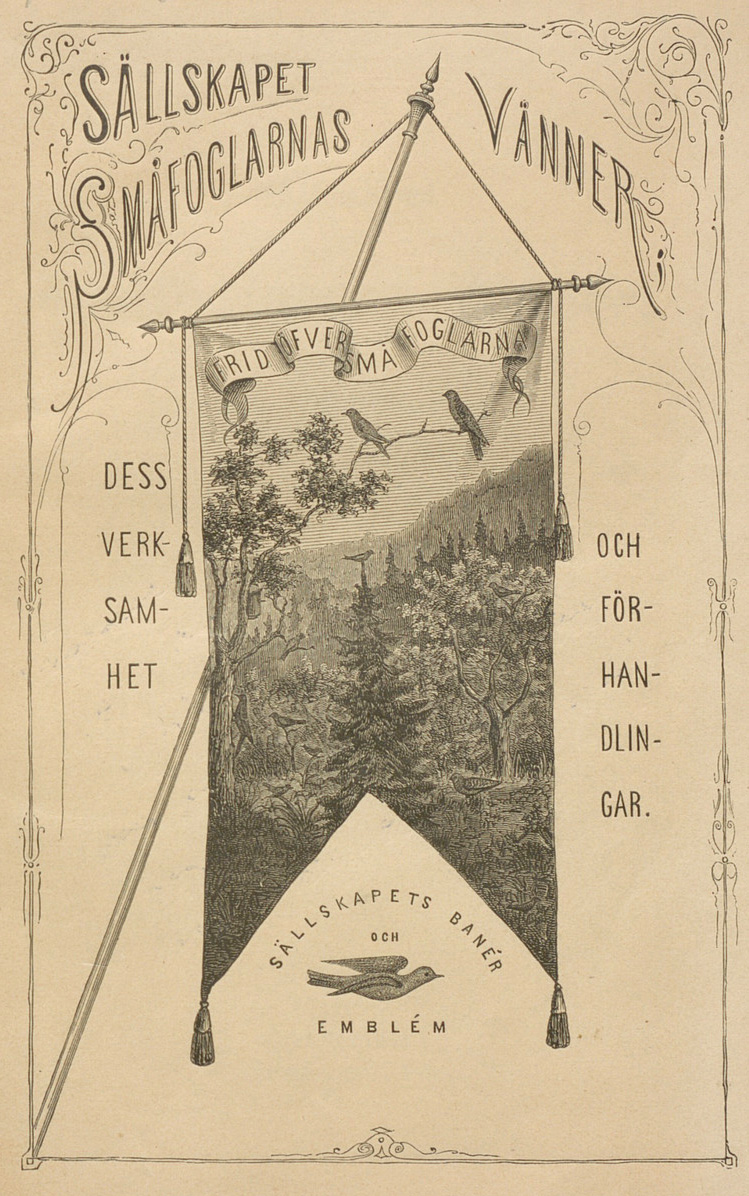
Sällskapet småfoglarnas vänners banér 1873.

I Sverige diskuterades djurskyddsfrågor i riksdagen första gången 1844 vilket till slut ledde till djurskyddsförordningen 1857. Denna slog fast att det var straffbart att misshandla egna eller andras djur. Först 1907 infogades även vilda djur i förordningen, som då skärptes bland annat efter "kattgreven" Gösta Hamiltons uppmärksammade djurplågeri.
I Pedagogisk tidskrift 1866 framlade lektor Adolf Leonard Nordvall från Strängnäs en utredning om vad som kunde göras för att förhindra misshandel av djur. Nordvall har därför kommit att kallas för den svenska djurskyddsrörelsens grundare.  Den första djurskyddsföreningen stiftades år 1869 i Göteborg av professor August Wilhelm Malm och kallade sig Sällskapet småfåglarnas vänner. 1870 bildade Nordvall i Strängnäs en djurskyddsförening med ett mera omfattande program än denna. Svenska allmänna djurskyddsföreningen stiftades 1875. Ur denna utbröts 1880 Svenska allmänna kvinnoföreningen till djurens skydd, som 1885 gjorde sig fullt självständig. På initiativ av prinsessan Eugenie bildades 1882 Sveriges till medlemsantalet största djurskyddsförening, Nordiska samfundet till bekämpande av det vetenskapliga djurplågeriet (idag Förbundet Djurens Rätt). Flertalet svenska djurskyddsföreningar sammanslöt sig 1897 till De svenska djurskyddsföreningarnas centralförbund för vinnande av större enhetlighet i arbetet.
Den första djurskyddslagen i Sverige, lag (1944:219) om djurskydd, trädde i kraft den 1 januari 1945.
Den svenska djurskyddslagen från 1987/88 överlämnades personligen av dåvarande statsminister Ingvar Carlsson som en present till författaren Astrid Lindgren på hennes 80-årsdag den 14 november 1987 som ett tack för att hon förde djurens talan under 1980-talet. Enligt lagen skulle hönsburen förbjudas. När burarna avskaffades blev de ovana hönsen stressade och frustrerade i den nya miljön. En ändring i djurskyddsförordningen 1997 sade att buren skulle få vara kvar, men bli större och bättre inredd. Astrid kommenterade den nya ändringen "Ja, det tycker jag är lite fisigt för jag tycker inte man gör så. Man tar inte tillbaka födelsedagspresenter. Det gjorde man kanske när man var barn, men sen har man upphört med det."
En ny djurskyddslag trädde i kraft 1 april 2019.